# マイケル・J・カレン
マイケル・J・カレン（Michael J. Cullen、1884年 – 1936年）は、現代的スーパーマーケットの手法とショッピングカートを発明した人物。
両親はアイルランド系移民。若い頃、食品雑貨店で働きつつ、その経営法を学んだ。18歳のとき The Great Atlantic & Pacific Tea Company で店員として働き、その後 Mutual Grocery やクローガーで営業本部長を務めた。
当時は小さな食品雑貨チェーンだったクローガーで働いていたころ、スーパーマーケットのアイデアを思いついた。そこでクローガーの社長にアイデアを説明した手紙を書いたが、返事はなかった。自分のアイデアに自信のあったカレンは、仕事を辞め、ロングアイランドに家族と共に引っ越した。
カレンはクイーンズ区の繁華街から数ブロック離れた Jamaica Avenue の空きガレージを借り、1930年8月4日、世界初のスーパーマーケットキング・カレン(King Kullen)を開店した。
すぐに評判となり、店には数マイル先からも客が集まった。多くの顧客に安い食料品を提供し、「世界一の価格破壊者」と呼ばれた。カレンが死去した1936年までに17店舗を展開するに至り、年商は600万ドルに達した。
最初の店を開店してからわずか6年後に亡くなったが、カレンの妻を中心とした家族の努力によってキング・カレンはその後も成長を続けた。現在は、3代目の子孫たちが経営を引き継いでいる。